# 우변포도청

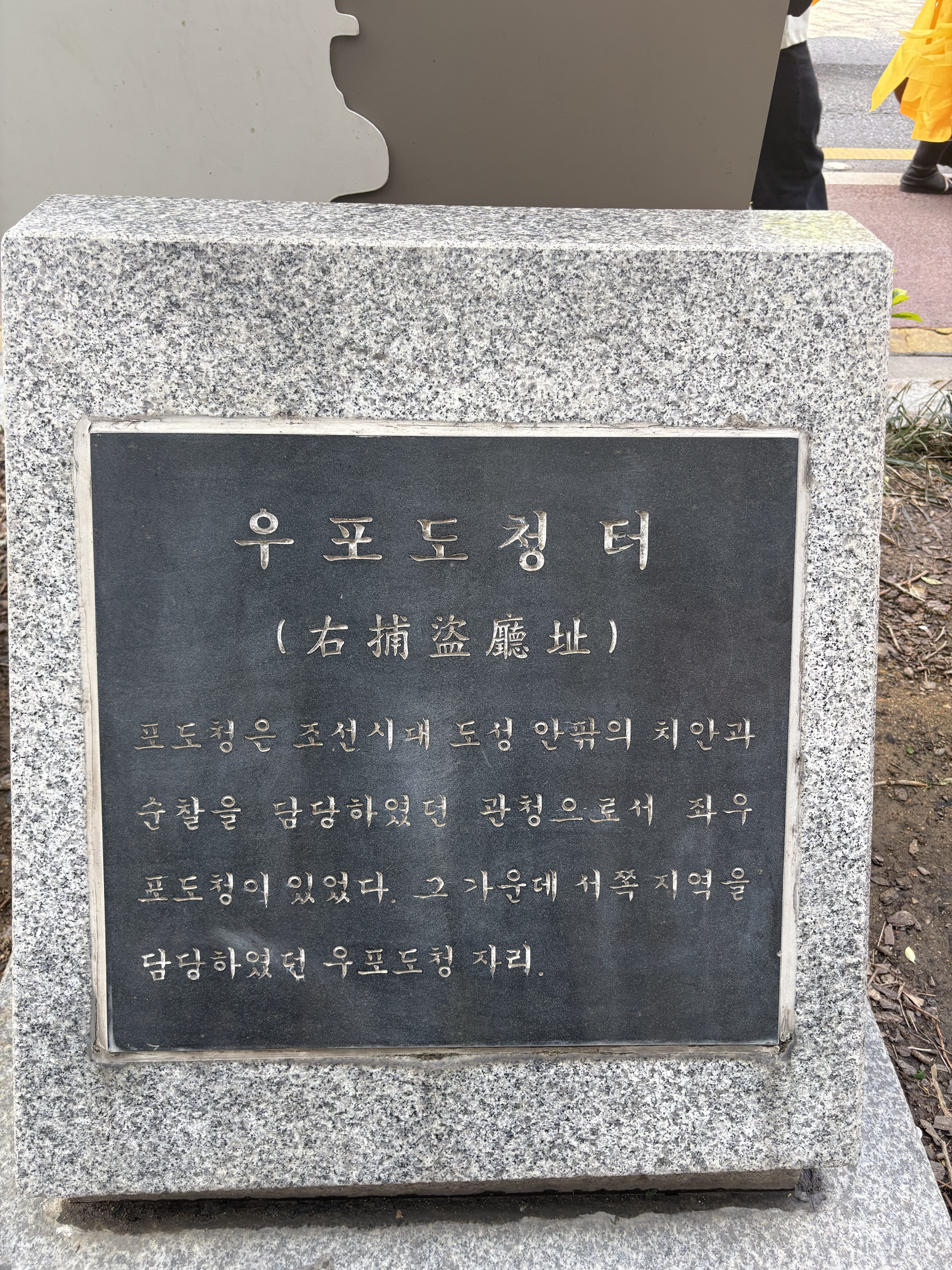
조선 시대 우포도청이 있던 부지에 세워진 안내표지석

우변포도청(右邊捕盜廳)은 우포도청(右捕盜廳) 또는 우포청(右捕廳)이라고도 불리며, 조선 시대 수도 한성부(서울)의 대표적인 치안 기구 가운데 하나인 포도청의 일부이다.
우변포도청은 한성부 서부 서린방(瑞麟坊) 혜정교(惠政橋) 서남쪽에 위치하였으며, 청사 위치는 서울특별시 종로구 종로1가 광화문우체국 자리에 해당한다. 관할 지역은 수도 한성부의 서부(西部)와 북부(北部) 및 경기우도(京畿右道)에 해당하였다.
우변포도청은 8개 패(牌)를 짜서 각 패마다 군관 1명이 군사 8명을 인솔하여 각 담당 구역을 순찰했다.
1. 1패 - 의정부(議政府) 방면, 육조 동쪽에서 삼청동까지[1]
2. 2패 - 공조(工曹) 앞, 육조 서쪽에서 창의문까지[1]
3. 3패 - 송교(松橋), 공조 후동 남쪽에서 소의문까지[1]
4. 4패 - 석정(石井), 송의문 및 종각에서 숭례문(崇禮門)까지[1]
5. 5패 - 경기감영(京畿監營), 돈의문 밖 북쪽 모화관(慕華館)에서 대현까지[1]
6. 6패 - 서소문 밖 네거리, 돈의문 및 약고개에서 숭례문까지[1]
7. 7패 - 숭례문 밖 연못가(남지), 숭례문 밖에서 만리재 및 석우까지[1][주 1]
8. 8패 - 도저동 네거리, 이문동에서 외남산까지[1]

우변포도청에서 관할, 주관하였던 치안 업무에 대해 정리한 기록이 《우포청등록》이다. 현존하는 것은 전30책으로 조선 후기에서 말기까지의 사건을 중심으로 하며, 《우포청등록》에 기록된 사건으로 연대가 가장 오래된 것은 순조 7년(1807년)이다.
고종 31년(1894년) 갑오경장으로 좌 ‧ 우포도청을 통합하여 경무청(警務廳)이 설치되면서 사라졌다.

## 우변포도청이 등장하는 대중매체
- MBC 월화 드라마 《화정》(2015년)

### 내용주
1. ↑  남대문에서 만리재까지를 가리키는 '칠패길'의 경우 숭례문(남대문)에서 염천교 사이에 있었던 조선 시대의 시장인 칠패시장의 이름에서 유래한 것으로, 칠패시장이라는 이름은 해당 지역이 우변포도청 7패(칠패)의 관할 구역이었던 데에서 유래하였다. [2]